# لورين كيم روش
لورين كيم روش (بالإنجليزية: Lauren Kim Roche)‏ هي طبيبة نيوزيلندية، ولدت في 5 نوفمبر 1961 في Miramar, New Zealand ‏ في نيوزيلندا.